# Aerovías
Aerovías es una aerolínea desaparecida de pasajeros y carga que anteriormente tenía su sede en el Aeropuerto Internacional La Aurora en la Ciudad de Guatemala y fue fundada por Jimmy K Hall. Fue la primera aerolínea privada en Guatemala y estuvo en funcionamiento entre 1977 y 1998. Mientras que sus aviones Heralds 206 se almacenaron en el Aeropuerto Internacional La Aurora, sus dos Aérospatiale (Nord) 262 fueron vendidos a RACSA Airlines.

## Flota
La flota de Aerovías incluía las siguientes aeronaves: 
- 2 Handley Page Dart Herald 206 1988 TG-ASA; 1987 TG-AZE
- 1 Lockheed L-188 Electra TG-ANP
- 1 Douglas DC-6, 1987 TG-CGO
- 1 Boeing 727-100 F, 1992 TG-LKA
- 1 Boeing 727-100, 1992 TG-ANP
- 1 Boeing 737-200, 1992 TG-ANP
- 2 Aérospatiale (Nord) 262, 1994 TG-ANP; 1997 TG-NTR
- 1 Sud Aviation Caravelle, 1986 HC-BAE (Alquilado de SAETA) Accidentado el 18 de enero de 1986

## Destinos
- Ciudad de Guatemala: Aeropuerto Internacional La Aurora
- Santa Elena de la Cruz/Flores: Aeropuerto Internacional Mundo Maya
- Cancún: Aeropuerto Internacional de Cancún
- Miami: Aeropuerto Internacional de Miami
- Ciudad de Belice: Aeropuerto Internacional Philip S. W. Goldson

## Incidentes

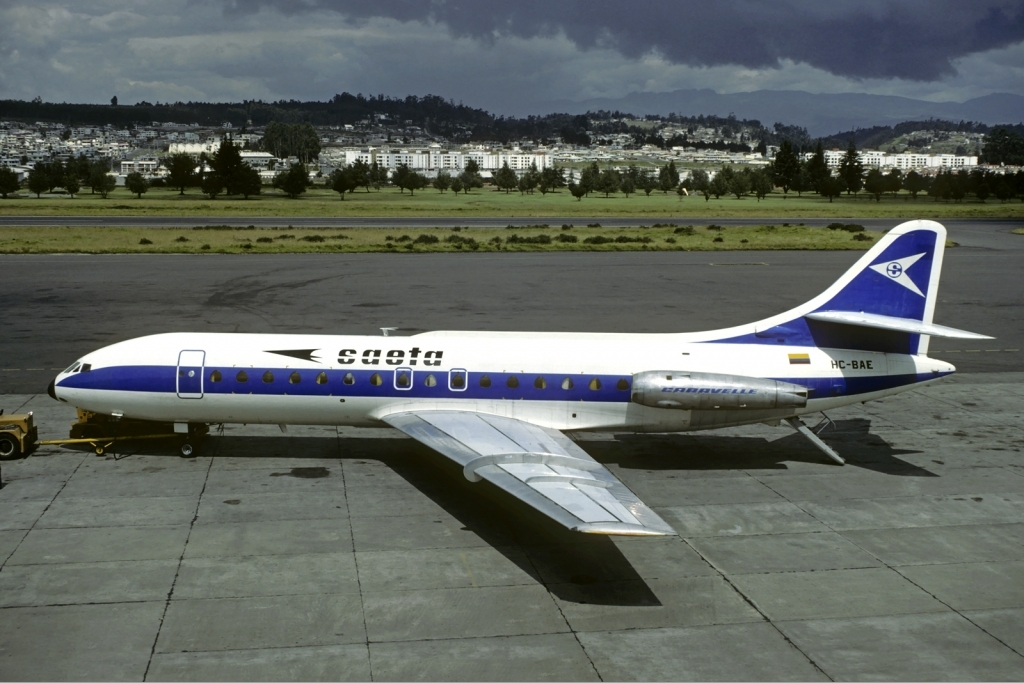
HC-BAE, el avión que se estrelló, fotografiado en 1982.

- 18 de enero de 1986: Una Sud Aviation Caravelle alquilada temporalmente a la aerolínea ecuatoriana SAETA, reg. HC-BAE, se estrelló después de dos aproximaciones fallidas a la jungla, matando a los 87 ocupantes a bordo. El vuelo se originó en Ciudad de Guatemala y debía aterrizar en el Aeropuerto Internacional Mundo Maya en el departamento de Petén. Hasta la fecha, este es el peor accidente aéreo en Guatemala.[4]